# キム・ジウン (歌手)
キム・ジウン（朝: 김지웅、英: Kim Jiwoong、1998年12月14日 - ）は韓国の歌手、俳優、ファッションモデル。ZEROBASEONEのメンバー。江原道原州市出身。ネストマネジメント所属。

## 略歴

### 1998年-2015年: 生い立ち
1998年12月14日、江原道にて生まれる。本人曰く幼少期はピュアで何もわからない子であったと話している。中学生の頃はダンスチームに所属し、ダンスを専門的に学んだことから歌手を志す様になる。そして、SMの練習生にもなったことがある。最初は歌手になることに対して両親は反対していたが、オーディションを受けるようになってからは両親が徐々にジウン自身の夢に対し肯定するようになった。

### 2016年-2018年: 歌手として
2016年8月2日、ジナム名義でINXのメンバーとしてデビュー。日本や台湾などで幅広く活動をしていたもの、マネージャーが用意されず、活動に必要なヘアメイク代や食事代、生活必需品費用なども支給されない環境であったことからデビューから約2年後の2018年に、所属事務所との契約解除を求む裁判でジナムを含むメンバー全員が勝訴し、暫定的に解散となった。
2018年、DS&AエンターテインメントからA-TEENのメンバーとしてデビューすることが発表されたが、解散。その後A-TEENのメンバーで構成されたB.I.Tのメンバーとして活動するも解散となった。これら2つのグループはどちらも新大久保を中心に活動する「しのくぼアイドル」と呼ばれるものであった。

### 2019年-2022年: モデル、俳優デビュー
2019年、中国と台湾で行われたファッションウィークにてモデルを務める。
2020年、DSPメディア主催のリアリティ番組「Burn Up : ビルボード挑戦記」にて男性部門1位を獲得。優勝後は女性部門1位を獲得したキム・ミンジョンとデュエット曲「Burn It Up」をリリースした。
2021年、「Sweet Blood 〜赤い誘惑〜」にて俳優デビュー。ユン・チユ役として主演を務めた。その後も「君の唇を噛みたい」や「プンドク荘304号室の事情」といった作品に出演した。

### 2023年-現在: BOYS PLANETに出演
2023年、Mnet主催のオーディション番組「BOYS PLANET」に出演。最終順位8位で「ZEROBASEONE」のメンバーとしてデビュー。

## 人物
AB型。178cm。特技は暑さに耐えること。広告代理店で働く兄が一人と弟が一人いる。くっきりとした目鼻立ちと色気のあるビジュアルが印象的で「BOYS PLANET」では放送前のシグナルソングチッケム再生回数3位と、放送前から注目を集めるほどであった。
第一印象はシックで生意気そうと言われることが多いが、実際冗談を言うことが好きだったり親しくなったら口数が多くなるほうだと語っている。

## 作品

### 参加作品
- Sick of Love（Burn It Up、2021年6月8日）
- Dream of You（プンドク荘304号室の事情 OST、2022年10月27日）
- 그런사람（プンドク荘304号室の事情 OST、2022年10月27日）

## 出演

### ドラマ
- Sweet Blood 〜赤い誘惑〜、ユン・チウ役（2021年）[1]
- ドント・ライ・ラヒ、ソル・ホウォン役（2022年）[16]
- 君の唇を噛みたい、キム・ジュンホ役（2022年）[10]
- コンビニの達人、キム・シウ役（2022年）[17]
- プロティーン、ウン・ガラム役（2022年）[18]
- プンドク荘304号室の事情、ジ・ホジュン役（2022年）[9]

### 番組
- Mnet - BOYS PLANET（2023年）

### 雑誌
- CeCi China 3月号（2022年）

### ミュージック・ビデオ
- OnlyOneOf - 빠져들겠어
- シン・ヨンジェ - 꽃이 예뻐봤자 뭐해
- HOLLAND - NUMBER BOY